# Judo-Europameisterschaften der Frauen 1980
Die Judo-Europameisterschaften 1980 der Frauen fanden vom 15. bis 16. März 1980 in Udine statt.  
Die Mannschaft aus dem Gastgeberland stellte drei Titelträgerinnen, Italien war damit erstmals das erfolgreichste Team. Gerda Winklbauer gewann ihren dritten Titel in Folge, Jocelyne Triadou und Barbara Claßen jeweils ihren zweiten Titel in dieser Gewichtsklasse, beide hatten vorher bereits Titel in anderen Gewichtsklassen gewonnen. Edith Hrovat erhielt diesmal nur Bronze, nachdem sie bei den ersten fünf Europameisterschaften fünf Titel in zwei Gewichtsklassen erkämpft hatte.

## Ergebnisse
| Gewichtsklasse                 | Gold               | Silber             | Bronze                            |
| ------------------------------ | ------------------ | ------------------ | --------------------------------- |
| Superleichtgewicht (bis 48 kg) | Jane Bridge        | Paola Napolitano   | Eva Hillesheim Annie Bechepay     |
| Halbleichtgewicht (bis 52 kg)  | Patricia Montaguti | Bridgette McCarthy | Edith Hrovat Mileva Smilianić     |
| Leichtgewicht (bis 56 kg)      | Gerda Winklbauer   | Liesbeth Beeks     | Thérèse Nguyen Loretta Doyle      |
| Halbmittelgewicht (bis 61 kg)  | Laura Di Toma      | Brigitte Deydier   | Marina Angelović Jeannine Peeters |
| Mittelgewicht (bis 66 kg)      | Catherine Pierre   | Nadia Amerighi     | Paula Mallens Marie-France Mill   |
| Halbschwergewicht (bis 72 kg)  | Jocelyne Triadou   | Ingrid Berghmans   | Barbara Claßen Avril Malley       |
| Schwergewicht (über 72 kg)     | Margherita De Cal  | Paulette Fouillet  | Heather Ford Christiane Kieburg   |
| Offene Klasse                  | Barbara Claßen     | Ingrid Berghmans   | Paulette Fouillet Avril Malley    |

## Medaillenspiegel
| Rang | Land                   | Gold | Silber | Bronze | Gesamt |
| ---- | ---------------------- | ---- | ------ | ------ | ------ |
| 1    | Italien                | 3    | 2      | –      | 5      |
| 2    | Frankreich             | 2    | 2      | 2      | 6      |
| 3    | Vereinigtes Königreich | 1    | 1      | 4      | 6      |
| 4    | BR Deutschland         | 1    | –      | 3      | 4      |
| 5    | Österreich             | 1    | –      | 1      | 2      |
| 6    | Belgien                | –    | 2      | 2      | 4      |
| 7    | Niederlande            | –    | 1      | 1      | 2      |
| 8    | Jugoslawien            | –    | –      | 2      | 2      |
| 9    | Schweiz                | –    | –      | 1      | 1      |
|      | Total                  | 8    | 8      | 16     | 32     |